# Masculinisme (idéologie)
Pour l’article homonyme, voir Masculinisme (médecine).
Le masculinisme est le plus souvent défini comme un mouvement réactionnaire, misogyne, androcentré et antiféministe visant à promouvoir les intérêts des hommes au détriment de ceux des femmes. Ses partisans considèrent que le terme est dépréciatif et préfèrent parler d'hominisme et de recherche d'égalité des droits.
Les mouvements masculinistes s'expriment par des canaux très divers : par la voix de personnalités, d'associations, de groupes de paroles, et en ligne dans les nombreux forums de la « manosphère ». Leurs moyens peuvent aller du lobbying à l'action violente.
La rhétorique masculiniste classique consiste entre autres à présenter le masculinisme comme le pendant du féminisme ; à nier l'existence du patriarcat ; à  déplorer la « crise de la masculinité » dont les femmes et les féministes seraient responsables ; à essentialiser la différence homme femme et valoriser une masculinité traditionnelle ; à revendiquer des dispositions favorables aux hommes, notamment dans les situations de divorce ; à prétendre que la violence conjugale s'exerce sur les hommes autant que sur les femmes ; à demander un système de codécision en matière d’avortement, etc.
Dans des passages à l'acte d'une extrême violence, des masculinistes ont été responsables d'attentats dirigés contre des femmes, notamment celui de Montréal en 1989.

## Définitions
La définition du Larousse du masculinisme est une « Idéologie d'origine nord-américaine, regroupant une myriade de mouvements principalement présents en ligne qui, en réaction aux mouvements féministes dont ils se disent victimes et sous couvert de dénoncer toutes les formes de discrimination, véhiculent des thèses sexistes, complotistes et réactionnaires, à travers un discours misogyne et/ou patriarcal bien rodé. ».
Pour Le Robert, masculinisme est un « Ensemble de revendications cherchant à promouvoir les droits des hommes et leurs intérêts dans la société au détriment de ceux des femmes » et est synonyme d'antiféminisme.
Selon le Grand dictionnaire terminologique de l'Office québécois de la langue française, même « si l'histoire du terme masculinisme commence au début du XXe siècle (et peut-être même un peu avant), celui-ci ne peut être défini de manière plus précise tant sa conception dépend de la personne qui l'utilise. Par exemple, il peut aussi bien désigner un mouvement qui revendique le retour et la consolidation des rôles dits masculins dans une société X, qu'un mouvement qui regroupe des hommes qui considèrent que leur masculinité peut être un obstacle à leurs droits parentaux, ou qu'une attitude relevant d'une idéologie patriarcale ».
Dans le livre Antiféminismes et masculinismes d’hier et d’aujourd’hui, Christine Bard, Mélissa Blais et Francis Dupuis-Déri définissent le masculinisme comme un « mouvement social qui se constitue en Occident à partir des années 1980 pour défendre les « droits des hommes » dans une société qu’ils estiment désormais dominée par les femmes ».

### Comme courant antiféministe
Le masculinisme est souvent défini comme un mouvement réactionnaire, misogyne et androcentré, qui essentialise la différence homme femme, réaffirme la masculinité conventionnelle, défend les privilèges masculins et lutte contre les féministes.
Hubertine Auclert, journaliste, écrivaine et militante féministe, emploie pour la première fois ce terme en français en 1900 dans son essai Les femmes arabes en Algérie comme un quasi-synonyme de « patriarcat », pour désigner un état qui défend la domination masculine, et « l’égoïsme masculin qui pousse les hommes à agir en défense de leur intérêt particulier ».
La philosophe féministe Michèle Le Dœuff, dans son livre de 1989 L’Étude et le Rouet, reprend le terme en affirmant l'avoir « forgé (...) pour nommer ce particularisme, qui non seulement n’envisage que l’histoire ou la vie sociale des hommes, mais encore double cette limitation d’une affirmation (il n’y a qu’eux qui comptent et leur point de vue) ».
Pour Francis Dupuis-Déri, « du côté anglophone, le mot est employé le plus souvent pour désigner l’idéologie patriarcale ou une perspective masculine androcentrée. Du côté francophone, à partir des années 1990, le mot est de plus en plus fréquemment employé pour désigner un courant antiféministe »,.
Selon le collectif Stop Masculinisme, le terme « masculinisme » renvoie à une défense des intérêts des hommes, supposés victimes des femmes en général et d'un féminisme jugé abusif. Selon l’association belge Collectif contre les violences familiales et l’exclusion, « identifier clairement le masculinisme permet de comprendre qu’il s’agit d’un mouvement réactionnaire, composé d’activistes et d’une des formes les plus virulentes de l’antiféminisme. Le discours masculiniste critique les « excès » du féminisme et les « dérives » d’une société devenue égalitaire ».
Pour la chercheuse canadienne Pierrette Bouchard, en 2003, le masculinisme vise à défendre des privilèges masculins dans la société, au détriment des droits des femmes. Selon le sociologue Léo Thiers-Vidal, le masculinisme est « l’idéologie politique gouvernante, structurant la société de telle façon que deux classes sociales sont produites : les hommes et les femmes », la première opprimant la seconde.
Selon La Libre Belgique, « le masculinisme est une idéologie qui réfute la nécessité de lutte pour les droits des femmes. Selon eux, les féministes désirent prendre le pouvoir ». Après les mouvements féministes des années 1970, il y a une réaction masculiniste dans les années 1980. Puis, avec le mouvement #MeToo en 2017 qui libère la parole des femmes sur les réseaux sociaux, apparaît une nouvelle réaction masculiniste, qui a parfois recours au cyberharcèlement organisé, tel celui contre Marion Séclin en 2016.
Depuis 2010, on assiste dans la presse à un glissement sémantique du terme « masculinisme », qui, tout en reprenant l'historique des mouvements masculinistes aux États-Unis et au Canada, fait un amalgame entre ce terme et des revendications de retour à plus de virilité ou, au contraire, à la diminution des différences de genre.[à vérifier]
Selon l'anthropologue Mélanie Gourarier, il existe des liens étroits entre le masculinisme et l'extrême droite parce que « la pensée masculiniste est très liée à une pensée raciale et à l'idée d'une société martiale, qui reposerait sur des valeurs militarisantes, axée sur la conquête, la question de l’ordre, des valeurs familiales... tout cela, ce sont des pensées proches des mouvements réactionnaires et d'extrêmes droite ».

### Comme pendant du féminisme
Le masculinisme est aussi parfois défini comme un mouvement de défense des droits des hommes.
Dans Le Féminisme raconté en famille, Mara Goyet définit le mouvement masculiniste comme un « pendant masculin du féminisme », qui cherche « l’égalité des sexes – mais d’un point de vue masculin – et [à lutter] contre les injustices, inégalités et discriminations dont les hommes sont victimes ». Elle le veut complémentaire d'« un autre masculinisme revanchard qui rend les féministes responsables de tous les maux dont souffrent les hommes ».
C'est dans ce sens de pendant de « féminisme » que le terme fait son apparition en anglais en 1911 dans un périodique féministe, Freewoman :
« Masculinism and feminism are relative terms, and when one is strong enough to equate the other both will become merged in a common doctrine of humanism. »
« Masculinisme et féminisme sont des termes relatifs, et lorsque l'un sera suffisamment fort pour égaler l'autre, les deux fusionneront en une doctrine commune d'humanisme. »

### Hominisme
Le terme « hoministe » est revendiqué par certains défenseurs des théories masculinismes, tels que Jordan Peterson et Yvon Dallaire, qui considèrent le terme « masculinisme » dépréciatif. L'hominisme est considéré comme un synonyme du masculinisme. Ce néologisme a été créé dans le début des années 2000 par le psychologue et sexologue québécois Yvon Dallaire, pour « se présenter comme étant au-dessus de la mêlée en se distanciant du féminisme et du masculinisme ». Ce dernier signe, en compagnie de John Getelen et Patrick Guillot, un « Manifeste hoministe », qui « tente de donner une connotation positive à ce néologisme » et affiche vouloir réfléchir et agir en faveur aux droits et devoirs des hommes tout en passant sous silence les discriminations des hommes envers les femmes et leur caractère systémique. Francis Dupuis-Déri et ses collègues objectent que tout comme son synonyme, c'est une « idéologie hostile à l'émancipation réelle des femmes [qui] œuvre à la conservation du privilège des hommes et à leur position de pouvoir au sein de la société ». Pour le sociologue Edouard Leport, « Bien que se revendiquant de l’humanisme, l’hominisme met l’accent sur l’extension des droits des hommes et s’oppose aux critiques faites aux hommes, aux remises en cause de leurs prérogatives, privilèges et positions. Ses tenants s’opposent donc au féminisme et s’inscrivent ainsi totalement dans l’approche masculiniste du réel ».

## Historique
Selon Mélissa Blais, le masculinisme connaît trois phases de développement au xxe siècle. Dans les années 1980, il désigne à la fois des mouvements apparaissant en Amérique et en Europe occidentale, « à l’origine proféministes, [prenant] parfois la forme de groupes de parole qui visent à permettre aux hommes d’échanger au sujet des difficultés liées à la masculinité. », et des discours antiféministes et conservateurs. Dans les années 1990, ces mouvements opposés se développent. Dans les années 2000, le versant antiféministe se consolide, notamment grâce à la participation d'intellectuels, psychologues et militants antiféministes, qui mènent des actions et procès.
L’historienne Christine Bard insiste sur la synchronisation dans les années 1970 entre la deuxième vague féministe et l'émergence de discours masculinistes qui sont une contre-offensive au mouvement d’émancipation des femmes, à une période où elles acquièrent de nouveaux droits : la contraception, le partage de l’autorité parentale, le divorce par consentement mutuel. Certains hommes s'opposent à la perte de leur contrôle des femmes.
La journaliste Pauline Ferrari mentionne une intensification du mouvement masculiniste à la suite de la crise du Covid 19. En effet la quarantaine a favorisé l’isolement des jeunes et l’augmentation du temps passé sur les écrans, renforçant leur confrontation à des contenus misogynes en ligne, dans une période de recherche de repères.
Cinquante ans plus tard, la génération post-MeToo est clivée entre des jeunes femmes qui embrassent des valeurs féministes et progressistes, et des hommes imprégnés d'idées conservatrices et qui résistent en développant des réflexes masculinistes et comportements machistes. Une enquête menée sur une vingtaine de pays démontre en 2024 le « fossé idéologique » de 30 points environ entre les filles et les garçons de la génération Z sur les questions d’égalité,, et à la même date en France, le Haut Conseil à l’égalité entre les femmes et les hommes observe un écart de près de 30 points entre les femmes et les hommes de cette génération sur la perception des inégalités.

## Thématiques et revendications du masculinisme contemporain
Hélène Palma constate que le discours masculiniste est plus revendicatif que politique. Il vise en premier lieu à contester les dispositions post-divorce relatives aux enfants et aux pensions alimentaires, à nier les violences conjugales, à contester les statistiques sur ces violences et affirmer que les hommes seraient autant, voire plus battus que les femmes, et à contester le droit à l’avortement et à la contraception, ainsi qu'à remettre en cause le droit du divorce. Les moyens utilisés pour défendre le discours passent par le réseautage sur Internet, les pressions auprès des organes législatifs, l'entrisme dans les instances parajudiciaires et la médiatisation utilisant au besoin la calomnie ou l'intimidation. Selon elle, les résultats conduiraient non seulement à des modifications de la législation favorables aux thèses du petit groupe d'hommes revendiquant ces évolutions, mais interdiraient « de protéger les enfants de la violence d’un conjoint » et engageraient la « responsabilité pénale pour toute personne essayant de secourir femmes et enfants victimes de maltraitances » selon son analyse du procès de l’association québécoise SEDIRE.
Dans son ouvrage Formés à la haine des femmes, la journaliste Pauline Ferrari mentionne les cinq thèmes principaux utilisés par les masculinistes pour justifier leur pensée : le taux de suicide des hommes, l’échec scolaire des garçons, les violences faites aux hommes, la question du divorce et de la garde des enfants, et enfin les difficultés d’accès à la sexualité.
Selon Caroline Dayer, les masculinistes « ne veulent pas l’égalité mais imposer une vision figée des rapports sociaux, qui participe à la volonté de maintien des privilèges, et s’apparente à des logiques racistes. Leur idéologie se fonde sur l’androcentrisme, c’est-à-dire que seuls les hommes et leur point de vue comptent. Ce discours est d’autant plus saillant dans un contexte de crise, pour barrer les avancées vers l’égalité concrète. »
Plusieurs militants féministes ou pro-féministes manifestent leurs craintes devant la « montée du discours masculiniste ». En 1998, dans un article pour Nouvelles Questions féministes, Martin Dufresne, membre du Collectif masculin contre le sexisme, analysant des points qu'il considère constitutifs du discours masculiniste aux États-Unis et au Canada, retient que ce discours place les hommes en position de victimes et d'opprimés dans le but de justifier « de nouveaux modes d'exercice de l'oppression des femmes par les hommes, en exploitant un discours libertaire ». Il s'efforce de montrer comment l'activité de pression et le discours du mouvement, centré sur la sphère familiale, a des effets sur les législateurs et sur la criminalité sexiste.

### Défense des droits des pères

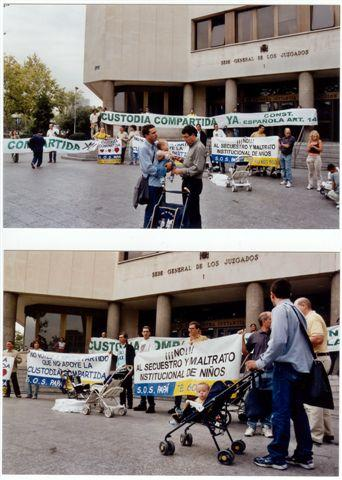
Une manifestation de l'association espagnole SOS Papa en 2011.

Les revendications du parent non gardien ont pris beaucoup d'ampleur à partir des années 1970, quand les conflits liés aux divorces se focalisent sur le sujet de la garde des enfants. Elles ont été illustrées au grand écran dans des films Kramer contre Kramer en 1979 et Madame Doubtfire en 1993, qui enjoignent le spectateur à plaindre le père présenté comme victime d’un divorce et privé de l’affection de ses enfants,. À la même période en France, l'affaire de Cestas (un quadragénaire divorcé exige le retour de sa femme, enlève puis tue ses enfants) inspire plusieurs féminicides et suicides d’hommes ; certains journaux y voient une illustration du drame des pères face à l’augmentation des divorces.
En France, le lien est parfois fait entre cette douleur de la séparation et une prétendue suicidalité importante des pères séparés, à l'aide de données statistiques fantaisistes dues à Éric Verdier, comme quand le cinéaste Raphaël Delpard déclare que « la garde (...) est attribuée dans 80% des cas aux mères et que 1 300 pères séparés de leurs enfants se suicident chaque année »,. Devant le Sénat français, le sénateur Alain Gournac a aussi affirmé que certains pères se suicident de désespoir en raison de la souffrance due à la séparation d'avec leurs enfants, la justice privilégiant souvent le choix de la mère pour la garde des enfants. Le président de la Coalition pour la défense des droits des hommes au Québec a lui estimé que « la moitié [des hommes] qui se suicident [le font] pour des raisons de rupture conjugale, et très souvent c'est lié à des sagas judiciaires ». Francis Dupuis-Déri a discuté cette récupération dans une perspective masculiniste de l'idée que le nombre de suicides est plus élevé chez les hommes que chez les femmes,. Les causes de suicide des hommes sont en fait moins souvent liées à la séparation de leur couple qu'à leur situation professionnelle ou à l'homophobie dont ils sont victimes.
Avec des actions très visibles (par exemple quand les pères se retranchent au sommet d'une grue), les associations de défense des droits des pères séparés dénoncent des décisions de justice qui attribuent le plus souvent la garde des enfants à la mère. Selon ces associations, les juges considèrent que la place des hommes auprès des enfants n'est pas naturelle. Les associations de défense des droits des pères présentent la garde alternée comme une mesure juste et égalitaire,. En 2013, la ministre française déléguée à la famille Dominique Bertinotti a soutenu ce mouvement en disant qu'il fallait « entendre les revendications des pères [qui] trouvent que la justice est quelquefois est très déséquilibrante au profit de la mère, et insuffisamment au profit du père ».
Ces associations masculinistes défendent l'idée que les enfants sont confisqués aux pères sous l'effet des décisions sexistes, prises par un système judiciaire dans lequel les femmes sont surreprésentées. Mais les enquêtes sur les comportements des juges aux affaires familiales démontent l'accusation de partialité des juges femmes. La standardisation des procédures étant forte, les juges ont peu de marge de manœuvre, et l'analyse de la jurisprudence révèle un préjugé favorable à la garde partagée, qui témoigne d'une vision normative de la famille,,.
En fait, si la garde des enfants est en effet majoritairement donnée aux femmes, c'est parce que les hommes ne la demandent que rarement,. Le sociologue Édouard Leport explique que ces associations de pères prennent une posture féministe « rhétorique », accusant la justice de favoriser les femmes alors que celle-ci favorise les demandes des pères et souligne que quand ces associations mettent en avant le faible taux de gardes alternées, elles ne précisent pas que « si les pères ne passent pas plus de temps avec leurs enfants, c’est qu’ils ne le demandent pas, qu’ils n’en ont pas envie »,. Une note du ministère de la justice français indique en effet que dans la très grande majorité des divorces, le juge entérine un accord des parents, et dans 10% des cas, le juge doit résoudre un désaccord qui porte le plus souvent sur le montant de la pension alimentaire, jugé trop élevé par le parent non gardien. Le constat est le même concernant le Québec. Les litiges ne concernent donc pas le droit de visite mais le montant des pensions.
En cas de garde alternée, l’octroi d'une pension reste peu fréquent (la justice considère alors que les coûts sont également partagés entre les conjoints), mais de fortes différences existent entre les hommes et les femmes en termes de revenus, carrières, implication dans le travail domestique, etc. ; la logique égalitaire qui guide les décisions de justice ne conduit donc pas nécessairement à plus de justice sociale. Certaines mères cèdent aux revendications du père en raison d'un manque relatif de ressources financières qui les empêche de supporter des litiges prolongés, ou abdiquent « en échange » d’une solution à l’amiable qui est parfois qualifiée de « chantage à la garde »,,. L’enquête nationale sur les violences envers les femmes en France a montré qu'en général, après la séparation, les femmes s’appauvrissent et les hommes s’enrichissent.
Le lobby masculiniste a mis en avant le critère de l’intérêt de l’enfant, ramené au rétablissement de l’autorité paternelle au nom d’une promesse d’implication, alors que des études empiriques résumées par Denyse Coté ont conclu que « les pères en situation de garde légale partagée ne cherchent pas à voir plus souvent leurs enfants que les pères non gardiens, ils ne communiquent pas davantage avec leurs ex-épouses et ne participent pas plus aux décisions concernant la vie de leurs enfants ». Denyse Coté note que la garde partagée peut encourager des transformations des rapports sociaux de sexe, mais avec une portée limitée compte tenu des asymétries sociales et structurelles.
Contre le discours de légitimation de la garde alternée, Martin Dufresne et Hélène Palma rappellent qu'au Canada, la moitié des divorces est due à la violence conjugale et que la violence d’un homme à l’égard de sa conjointe représente un danger pour les enfants, qui doit être pris en compte avant d’attribuer l’autorité parentale. Le concept controversé de « syndrome d’aliénation parentale » (SAP), inventé dans les années 1980 par Richard Gardner, est utilisé pour insinuer que la mère instrumentalise l’enfant pour lui faire porter de fausses accusations contre le père, notamment dans les cas de violences sexuelles,,. Le concept est décrit comme « médicalement infondé » dans le Ve plan français de mobilisation et de lutte contre les violences faites aux femmes.

### Hommes battus, victimes des femmes violentes
Des associations telles que le Groupe d'études sur les sexismes (GES) demandent la reconnaissance de ces violences conjugales et des viols « dont souffrent également massivement les hommes ». Ce qualificatif est en contradiction avec les résultats des études sociologiques et les statistiques judiciaires,[source secondaire nécessaire]. Selon Lucie Wicky, doctorante en sociologie à l’EHESS et à l’INED qui se spécialise dans les violences sexuelles subies par des hommes en France, les cas d’hommes agressés sexuellement par des femmes constituent une « minorité statistique ». Pour sa consœur de Science Po Rébecca Lévy-Guillain, « imaginer qu’une femme puisse contraindre un homme pourrait contribuer à la sortir de ce rôle de perpétuelle victime ».
Selon l'idéologie masculiniste, les lois seraient appliquées de façon plus sévère à l'égard des hommes, qui à délits égaux seraient condamnés à des peines de prison plus longues que les femmes, et plus souvent à des peines de prison ferme. Les masculinistes affirment vouloir une symétrie des sanctions des hommes et des femmes. Or, selon Pascale Vielle, sociologue et directrice de l'Institut pour l'égalité des femmes et des hommes entre 2004 et 2006, « la gravité des faits n'était pas symétrique », surtout en ce qui concerne la violence contre les femmes : « les violences ayant entraîné la mort ne concernent que les femmes pour la plupart ». Elle dénonce un entrisme auquel ont cédé ses successeurs : « les statistiques sont noyées, de sorte à ne pas fâcher les hommes ».
Au début des années 2000, les réactions passionnées aux résultats de la première enquête nationale sur les violences envers les femmes en France (ENVEFF), qualifiées de « sursaut antiféministe », ont illustré le point de vue masculiniste sur les violences domestiques. Élisabeth Badinter, Marcela Iacub et Hervé Le Bras ont accusé cette enquête de victimiser les femmes et de nier que les hommes peuvent être victimes de la violence des femmes, en dénonçant « un féminisme institutionnel qui fait de la victimisation des femmes le noyau dur de sa politique, qui traite d’antiféministes voire de réactionnaires ceux et celles qui s’écartent de leur position »,,. Maria de Koninck et Solange Cantin ont répondu que cette accusation est un procès d'intention qui témoigne d'« une méconnaissance du phénomène de la violence, notamment des violences conjugales » et ne contribue en rien « à l’avancement des connaissances dans le domaine ». L'accusation de victimisation est infantilisante et témoigne d'un « aveugle[ment] sur les rapports de pouvoir qui traversent la société », selon d'autres chercheurs.
Élisabeth Badinter insiste sur l'idée que « la violence n'a pas de sexe », et les mouvements masculinistes estiment que les hommes sont au moins autant que les femmes victimes de violences dans la sphère domestique. Selon le président de la Coalition pour la défense des droits des hommes au Québec, « on ne peut pas dire qu'il y a plus de femmes tuées que d'hommes dans les conflits conjugaux ». Le Groupe d'études sur les sexismes a saisi le CSA français en 2012 pour contester la « désinformation évidente, de nature sexiste » qui consiste à ne présenter le viol « que sous la forme homme violeur / femme violée », alors que « les viols d’hommes sont en nombre important, comme l’indiquent les différentes enquêtes « Cadre de vie et sécurité » (CVS) de l’ONDRP ». Le viol des hommes est une réalité sociale, mais, en 2019, cette enquête CVS estime que 77 % des victimes de violences sexuelles hors ménage sont des femmes, et 86% de leurs auteurs sont des hommes. Lorsque les hommes sont victimes de viols (de la part de pédocriminels, ou lorsqu'il sont en prison), ces hommes sont très majoritairement victimes d'autres hommes. Selon le ministère de la justice français en 2018, « les hommes sont largement majoritaires parmi les condamnés pour viol comme pour agressions sexuelles, les femmes représentant à peine plus d’1% des condamnés ». La symétrie des violences invoquée par les masculinistes est contredite par d'autres statistiques judiciaires, 85% des victimes de violences conjugales au Québec étant des femmes par exemple. En véhiculant l'idée fausse qu'il y aurait une symétrie des violences conjugales et que les hommes représentés comme coupables seraient victimes d'une injustice, le discours masculiniste cherche à remettre en question les acquis des femmes et à discréditer le féminisme.
Le masculinisme excuse la violence à l’égard des femmes, la justifie ainsi que la domination masculine par une argumentation biologique (hormones et génétique). Certains masculinistes reconnaissent en effet que les viols sont principalement perpétrés par les hommes, et expliquent que c'est parce qu'ils ont naturellement de gros besoins sexuels : Éric Zemmour écrit dans Le premier sexe en 2006 que « l'homme est par nature un prédateur sexuel usant de violence ». Une idée que Christine Delphy réfute dans son commentaire sur l'affaire DSK.
Si les agresseurs sont en majorité des hommes, c'est parce que ceux-ci ont appris à être dominants, mais selon Pascale Vielle, l'idéologie masculiniste nie l'existence de ces rapports de domination (et les légitime) en « présentant l’homme et la femme comme irréductiblement opposés et complémentaires ». Le masculiniste Yvon Dallaire insiste ainsi sur la « symétrie de la violence », et Élisabeth Badinter estime que « la guerre conjugale se pratique à deux ». Entretenir ainsi la confusion entre « conflit interpersonnel » (qui implique une réciprocité) et « domination violente » permet d’insinuer que les torts sont partagés, et que la femme est responsable de la violence masculine, alors que les enquêtes montrent que les violences interpersonnelles sont « une manifestation de la volonté de contrôle et de domination, en particulier dans son aspect genré ». L'enquête VIRAGE (Violences et Rapports de Genre), quinze ans après l'enquête ENVEFF, a comparé les violences faites aux femmes et aux hommes dans la sphère domestique : les femmes rapportent des atteintes physiques, sexuelles, verbales et psychologiques répétées, alors que les hommes déclarent surtout des atteintes verbales ou psychologiques sporadiques.
Pour accréditer la thèse masculiniste malgré l'évidence que ce sont les hommes qui s'engagent dans des violences physiques, Sophie Torrent écrit dans un ouvrage publié dans une maison d'édition dirigée par Yvon Dallaire que « la violence psychologique est l'arme favorite de la femme », mais cette violence serait invisible. Dallaire croit ainsi que les femmes « ont une longueur d'avance en ce qui concerne la violence psychologique et verbale » et que « les mots font parfois plus mal qu'une gifle ». Dans une variante de ce discours masculiniste, la femme par son comportement inadapté est « la source de [la] colère » de son conjoint.
Tanguy Grannis rappelle que la présentation du masculinisme comme le pendant du féminisme est fallacieuse « tout d'abord [parce que] le féminisme ne tue pas les hommes »,.

### Paternité imposée
Le thème de la « paternité imposée » est aussi présent dans les discours masculinistes,, en particulier à partir du milieu des années 2010,. Marcela Iacub a exposé dès 2005 les principaux arguments : alors que les femmes peuvent dorénavant simplement avorter ou accoucher sous X, les hommes peuvent injustement être condamnés, par le principe de présomption de paternité ou par des tests de paternité, à subir des paternités qu'ils n'ont pas désirées. Elle défend une procédure de « paternité sous X », qui serait le pendant de l’accouchement sous X. L'ouvrage Paternités imposées de l’avocate Mary Plard recueille (ou « instrumentalise ») en 2013 des témoignages d’hommes qu’elle a défendus en justice et qui « ont le sentiment d’avoir été violés » du fait de cette paternité qu'ils n'ont pas souhaitée. Il a eu beaucoup d'écho dans les médias français. L'argumentaire masculiniste décrit toujours la relation sexuelle comme libre et mutuellement consentie, revendique le droit de refuser le lien de filiation et les obligations légales qui en résultent au nom d'une égalité des hommes et des femmes devant la loi, et dénoncent l'argument moral qui tiendrait l’homme pour responsable de la filiation en vertu de son imprudence. Le refus de la paternité est l'une des « propositions contre les sexismes » du Groupement d’étude sur les sexismes. Mary Plard envisage aussi la possibilité d'actions en réparation du dommage moral subi par la paternité imposée.
Une juriste belge répond que cette « exploitation de l’argumentaire féministe est problématique en ce qu’elle se fonde sur une inversion du rapport de domination et un déni du contexte patriarcal ». Elle estime qu'il serait théoriquement envisageable d'inclure les revendications masculinistes dans le droit belge, mais ces nouveaux droits impliqueraient une infantilisation des hommes face à la contraception (alors qu'ils disposent de divers moyens contraceptifs), une banalisation de la grossesse et de son interruption (qui ne peut être comparée à la possibilité qui serait donnée à un homme de refuser les conséquences de ses relations sexuelles), une précarisation des femmes (si les hommes pouvaient obtenir des dommages et intérêts ou éviter le paiement de pensions alimentaires). Elle rappelle aussi que l'accouchement sous X a été introduit dans le droit français dans l'intérêt de l'enfant (pour faire face aux infanticides et abandons non encadrés d’enfants), et que la « paternité sous X » ne pourrait pas être considérée comme le pendant de l’accouchement sous X parce qu'elle serait « au service des droits des hommes ».
Les revendications des « pères malgré eux » ouvrent aussi la voie à l’adoption d’un système de codécision en matière d’avortement et à un « droit à la paternité », voire à la remise en cause du droit à l’avortement. En 2013, Frédéric Leclerc-Imhoff retranscrit dans Rue89 les témoignages d'hommes « énervés », traumatisés, « dépossédés », « mis à l’écart » de la décision d'interruption de grossesse. L'avortement de leur partenaire est décrit comme une violence qui leur est faite. Sur cette question du contrôle du corps des femmes, les affinités entre les mouvements des droits des hommes et des groupes d'extrême droite ou catholiques traditionalistes sont particulièrement apparentes.

### Discours sur la crise de la masculinité
Le sociologue Michel Dorais est présenté comme le représentant d'une improbable mouvance masculiniste progressiste, qui se définit dans une perspective égalitaire, tout en reconnaissant que contrairement au féminisme, le masculinisme n'est pas un mouvement social mais le fruit d'un désarroi personnel. Dans la rhétorique de Dorais, comme dans les autres discours masculinistes, le féminisme est désigné comme la cause première de cette crise de la masculinité, dont les symptômes sont la féminisation de la société (en),, l'effondrement de la figure paternelle, la fin de la domination masculine,, l'échec scolaire des garçons,,, le chômage des hommes, leurs difficultés à séduire les femmes, leurs troubles de l'érection, la violence que les femmes leur opposent, etc. Ces discours sont diffusés par des personnes et dans des registres très différents, avec comme point commun qu'il s'agit de consolider « la certitude que les hommes ont des problèmes et souffrent en tant qu’hommes, à cause de l’influence indue des femmes en général et des féministes en particulier ». Ils valorisent une masculinité virile et traditionnelle, et réaffirment la supériorité et les privilèges masculins. Comme tous les discours de crise, celui-ci est utilisé pour discréditer les forces contestataires — ici, les femmes — présentées comme une menace,. Dans les discours sur la crise de la masculinité, la notion de patriarcat est écartée, les femmes auraient gagné, et le mouvement masculiniste s'autodéfinit comme un « féminisme pour hommes ».
Ce type de discours apparait dès l'antiquité romaine, et la crise de la masculinité semble durer « depuis les origines mystérieuses de l'humanité ». L’anthropologue Mélanie Gourarier estime en effet que « faire croire à la disparition d’un âge d’or, d’une culture, d’une identité, est une ruse du pouvoir qui ne date pas d’hier. On trouve déjà des discours sur le masculin affaibli par les femmes au XVIIIe siècle, alors que les rapports de force ne se sont jamais inversés ». L'historienne Judith A. Allen ironise sur cette « crise » qui serait interminable, mais qui ne semble pas avoir provoqué de « crise de la féminité » équivalente : « la crise n'est-elle qu'un avantage ou une option pour le camp dominant en matière de politique de genre ? ».
Des chercheurs,, ont répertorié quatre types de réactions féministes à ces discours sur la crise de la masculinité.
- Les « féministes sceptiques » considèrent qu'il relève d'une rhétorique antiféministe, et d'une propagande patriarcale qu'il s'agit de déconstruire[118]. Virginie Martin conteste la symétrie entre masculinisme et féminisme, en expliquant que si les discriminations envers les femmes sont prouvées par des études, il n'y en a pas pour la discrimination envers les hommes[23].
- Les « féministes empathiques », comme Élisabeth Badinter, Denise Bombardier, Mara Goyet, jouent le jeu du masculinisme en acceptant l'idée que les hommes sont victimes du choc féministe. Mara Goyet définit le mouvement masculiniste comme un « pendant masculin du féminisme », qui cherche « l’égalité des sexes – mais d’un point de vue masculin – et [à lutter] contre les injustices, inégalités et discriminations dont les hommes sont victimes ». Elle le veut complémentaire d'« un autre masculinisme revanchard qui rend les féministes responsables de tous les maux dont souffrent les hommes »[11].
- Les « féministes refondatrices » (Susan Faludi, Bell hooks, Srimati Basu[125], etc.) espèrent que de cette crise émergera une masculinité respectueuse des femmes.
- Les « féministes optimistes » voient dans le discours de crise la marque d'un réel affaiblissement du patriarcat.

### Groupes de parole
Des groupes de parole masculinistes, souvent non-mixtes, permettent à des hommes d'échanger sur la nouvelle condition masculine qui a émergé depuis la libération de la femme, avec des thèmes divers : violence faite aux hommes, stéréotypes masculins, problèmes des pères divorcés, suicide, décrochage scolaire des garçons, etc.

## Meurtres en rapport au masculinisme

### Tuerie de l'École polytechnique de Montréal
Le 6 décembre 1989, un jeune homme, Marc Lépine, pénètre dans l'école polytechnique de Montréal et, en quelques minutes, abat quatorze femmes et blesse neuf femmes et quatre hommes, avant de se donner la mort. Dans la première salle de classe il crie « je hais les féministes », et la lettre qu'il porte sur lui explique : « si je me suicide aujourd’hui (…) c’est bien pour des raisons politiques. Car j’ai décidé d’envoyer ad patres les féministes qui m’ont toujours gâché la vie ». La lettre comprend aussi une liste de dix-neuf femmes québécoises, qu'il qualifie de féministes, et qu'il regrette de ne pas avoir tuées. Le contenu de cette lettre et le mobile antiféministe sont longtemps tenus secrets. La presse évoque initialement « Des jeunes gens tués dans la fleur de l’âge » (sans mentionner leur genre) et « Une tuerie inexpliquée ». Certains hommes manifestent leur sympathie pour le tueur, alors que les femmes qui dénoncent sa misogynie sont accusées de « récupération indécente ». En 1991, le Canada reconnait le caractère sexiste du crime en faisant du 6 décembre la Journée nationale de commémoration et d’action contre la violence faite aux femmes. En 2019, la plaque commémorative apposée en 1999 et mentionnant « la tragédie survenue à l’École polytechnique » est remplacée par une autre expliquant que « quatorze femmes ont été assassinées lors d’un attentat antiféministe ».
Une des interprétations des motivations des assassinats est portée par le mouvement masculiniste, et suggère que les avancées sociales dues au féministe auraient provoqué une crise de la masculinité chez Marc Lépine, inversant la charge de la responsabilité pour la faire porter aux féministes. De plus, l’attaque du 6 décembre 1989 est un sujet régulier dans le mouvement masculiniste, un site internet considérant Marc Lépine comme un martyr ou un héros populaire.

### Autres meurtres
Le 29 janvier 2020, le vidéaste Mickael Philetas (d) assassine son ex-compagne à Ecquevilly,. Le vidéaste avait sorti plusieurs vidéos dans lesquelles il exposait une idéologie masculiniste,.

## Mouvements masculinistes
Les australiens Lingard et Douglas ont identifié quatre types de groupes,[réf. à confirmer], [source secondaire souhaitée] : les groupes de défense ou de promotion des droits des hommes ou men’s rights activists (MRA) ; les groupes de thérapie de la masculinité (masculinity therapy) ; les groupes pro-féministes ; les groupes conservateurs.
Une autre analyse distingue en 2025
- les MRAs, avec notamment les groupes de défense des droits des pères,
- les incels (« célibataires involontaires ») soi-disant victimes d'un rejet injuste des femmes, et les passport bros (« frères dotés d’un passeport ») qui en veulent surtout aux femmes occidentales et cherchent à faire des conquêtes en voyageant, notamment en Thaïlande, aux Philippines et en Colombie[135],
- les « MGTOW » (men going their own way, « les hommes qui suivent leur propre chemin ») qui renoncent aux femmes et pour certains à la masturbation (NoFap),
- les pick-up artists (« artistes de la drague ») et coachs en séduction et virilité, et leur version entrepreneuriale (les entrepreneurs de la virilité) qui vendent leurs conseils et leurs discours antiféministes
- les looksmaxxers (en) (« maximisation de l’apparence ») qui cherchent à attirer l'attention des femmes en améliorant leur apparence physique et devenir un chad, selon des critères de beauté rigides et racistes et des techniques utilisant le harcèlement.
- les sigma, hommes hétérosexuels froids, manipulateurs mais séducteurs[136].

Toutes ces communautés sont très actives en ligne et promeuvent des discours virilistes dans la « manosphère »,.

### Le Mouvement pour les droits des hommes

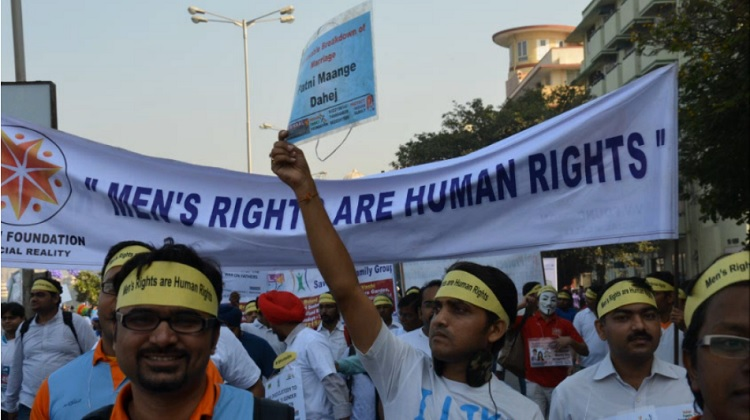
Une manifestation du MRA en Inde.

Selon TV5 Monde « Les défenseurs des droits des hommes estiment que la société a dépassé le point de l’égalité et que le monde est aujourd’hui dominé par les femmes - une sorte de matriarcat qui les opprime ». Dans ce mouvement se retrouvent des associations de défense des pères comme « SOS papa » ou « Jamais sans papa » mais aussi des groupes de défense des hommes victimes de violences conjugales ou sexuelles « SOS misandrie » qui dénonce un « sexisme d'État » dans un discours complotiste.
Les premières associations d’hommes divorcés se posant en victimes et regroupés principalement dans la lutte contre leurs obligations matérielles (partage des biens du couple au moment du divorce et pensions alimentaires) sont apparues à la fin des années 1950 aux États-Unis.

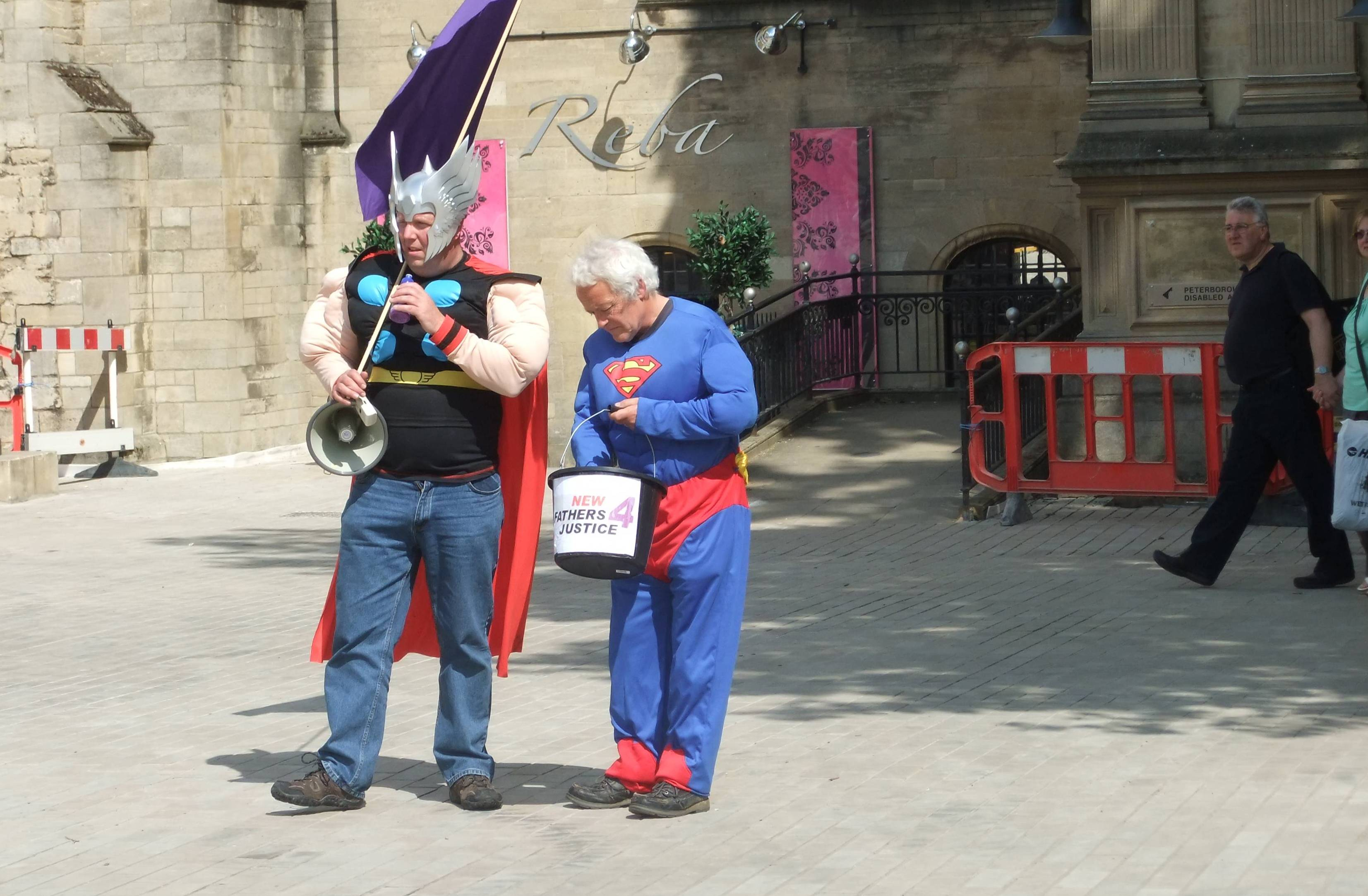
Manifestation de Fathers 4 Justice à Peterborough.

Fathers 4 Justice est un groupe d'activistes présent dans tous les pays anglo-saxons, adepte de coups d'éclats, dont le but est de défendre les intérêts des pères séparés. Families Need Fathers (en) et Fathers Direct sont d'autres associations anglosaxonnes poursuivant le même but.
SOS Papa est une association française qui déclare défendre les intérêts des pères dans les situations conflictuelles de divorce ou de séparation. Cette association est considérée comme masculiniste par le collectif STOP Masculinisme et le réalisateur Patric Jean, auteur du documentaire La Domination masculine. Selon eux, « la "cause des pères" est, avant tout, la réaffirmation du pouvoir des hommes sur les femmes, les enfants, et l'ensemble de cette société » et un « mouvement social dont le but est revenir en arrière culturellement vers une société où l'homme reprend toute sa place ». De plus, plusieurs de ses membres mis en avant ont été condamnés pour avoir projeté d'assassiner la mère de leurs enfants ou pour soustraction d'enfants. L’association s'inspire également de la théorie du syndrome d'aliénation parentale, créée par Richard Gardner un pro-pédophile américain, pour autoriser la garde d'un enfant à un père qu'il accuse de violences,,. Patric Jean note également que l'argument « 80 % des enfants sont confiés majoritairement aux mères par la justice » est repris mot pour mot par des masculinistes québécois, dont ils reprennent également les méthodes. Selon lui « L'objectif des masculinistes serait donc de revenir sur cette législation [loi instaurant la notion d'autorité parentale conjointe et partagée de 1970] qui institue une égalité de fait entre pères et mères ». Comptant 16 000 adhérents et plusieurs actions très médiatisées en 2013, elle est la plus connue d'une vingtaine d'associations françaises qui poursuivent le même but : SVP Papa, SOS divorce, Mouvement de la condition paternelle, Les Papas = Les Mamans, etc.. Ces associations soutiennent juridiquement les pères qui cherchent à obtenir la garde de leurs enfants ou qui contestent la pension alimentaire, et militent pour rendre systématique la garde alternée. Elles revendiquent un droit à avoir un père et une mère au nom de l’« intérêt de l’enfant » », considérant que l'institution judiciaire « surféminisée » rend des jugements défavorables aux pères. Quatre membres de SOS Papa ont été jugés en 2009 pour avoir assisté, au cours de l'enlèvement de son enfant, un ex-membre de l'association. Celui-ci a été condamné à six ans de prison pour une tentative de faire assassiner la mère de ses enfants.

### Lesincels
Le terme d'incels (pour involuntary celibate, en français : « célibataires involontaires ») désigne une communauté s'étant développée sur Internet au sein de la Manosphère, notamment sur Reddit et 4chan. Ils se définissent comme frustrés de leur abstinence sexuelle non désirée et accusent les femmes d'être responsables de leur célibat, tout en affichant, pour une partie d'entre eux, de forts complexes sur leur physique. Au sein des communautés en ligne qu'ils fréquentent, la recherche d'une camaraderie et d'une écoute de la part de tiers se commue souvent en un radicalisme misogyne. Ils utilisent un vocabulaire bien spécifique, dénonçant, tout en se sectarisant, le système social émergent aux États-Unis dans les années 2000. Selon leur classification, les « Chads » désignent l'archétype du jeune homme sportif, musclé, stupide et mauvais garçon qui a du succès auprès des femmes, tandis que les « Stacys » désignent leur pendant féminin, c'est-à-dire l'archétype de la jeune femme désirable mais superficielle, généralement aisée et matérialiste, attirée par les « Chads ». Les deux archétypes sont toujours représentés comme des personnes blanches, blondes et aux yeux bleus, l’idéologie masculiniste des incels étant imprégnée de notions racistes.
La haine des femmes qu'ils entretiennent peut aller jusqu'à réclamer un droit au viol ou appeler au meurtre. Elle se matérialise parfois dans des attaques meurtrières qui visent spécifiquement des femmes : la tuerie de Toronto en 2018,, celle d'Isla Vista en 2014,, l'attentat de Tallahassee (en) en 2018, celui de Hanau en 2020, celui de Toronto en 2020, celui de Plymouth en 2021, etc. En France, le parquet national antiterroriste est saisi une première fois en 2025 pour un homme se revendiquant de la mouvance « incel » et qui voulait s’en prendre à des femmes,.

### Les MGTOW

Le symbole MGTOW.

MGTOW (pour « Men Going Their Own Way », en français : « Les hommes qui suivent leur propre chemin ») est une communauté en ligne masculiniste antiféministe et parmi les plus misogynes et promptes à menacer de violence physique. Ces hommes décrivent la société moderne féministe comme étant en leur défaveur sur les plans économique et sentimental. Ils ont décidé de bannir les femmes de leur vie pour se concentrer sur leur vie professionnelle qu'ils mettent en avant. Ce mode de pensée repose sur le fait qu'en coupant l'offre sexuelle et attentionnelle apportée aux femmes, les discriminations faites aux hommes par le féminisme disparaîtront. Ils estiment que le mariage est en défaveur de l'homme et mettent en avant la prostitution en alternative aux relations à long terme. Ils insultent les femmes sur les réseaux sociaux et les décrivent comme « un fardeau financier »,,,,.

### Les Hommen

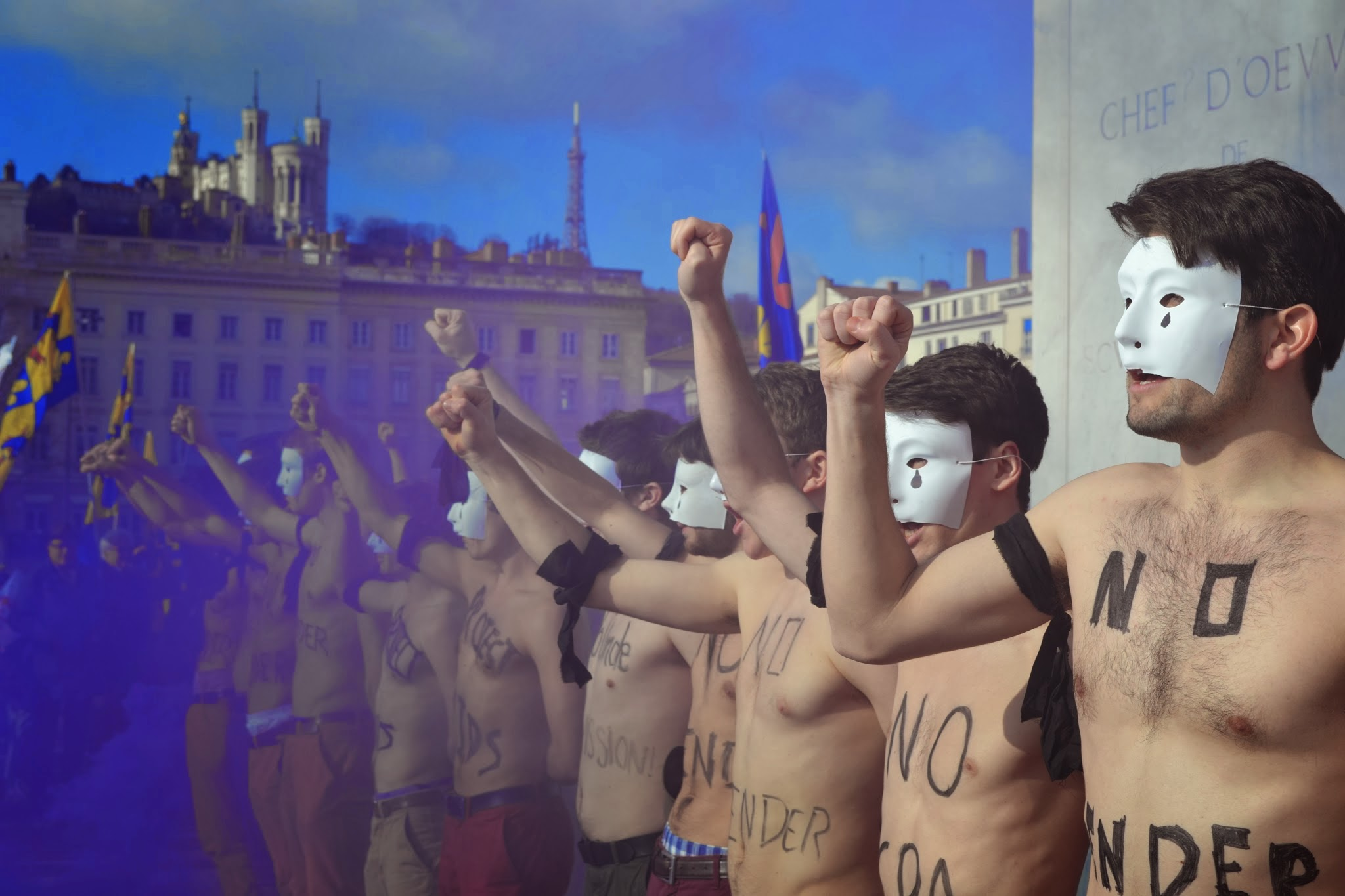
Une manifestation d'un groupe Hommen en 2013.

Les Hommen sont un groupe français de militants masculinistes, créé en mars 2013,, revendiqué « de droite, libéral et conservateur », proche du Printemps français, qui acquiert une certaine notoriété au moment où il manifeste son opposition au mariage entre personnes de même sexe,,. Le nom « Hommen » parodie celui des Femen ; ils en utilisent en effet les codes en menant eux aussi leurs actions torses nus, mais masqués. En janvier 2014, leur utilisation sur Twitter du hashtag antisémite « quenelle » témoigne de leur attachement à la droite et divise les opposants au mariage des couples homosexuels. Le blog Homen prône « un retour aux sources de la bonne et franche camaraderie, de la filiation et de la paternité ». Selon le politologue spécialiste de l'extrême droite Jean-Yves Camus, l'Hommen type « est un jeune catholique affirmé appartenant aux couches moyennes ou bourgeoises de la population française. Ils sont « sur le fil » entre droite de gouvernement et extrême droite ». Il note « un fort investissement du bloc identitaire dans ce groupe, notamment en province ». Selon le politologue Erwan Lecœur, les Hommen sont certains « d’être du côté de la morale — chrétienne — à défaut d’être du côté du droit ou de la justice. C'est un mouvement réactionnaire, au sens propre du terme ».

### Les coachs en séduction et en virilité
Les coachs en séduction proposent des techniques infaillibles selon eux pour séduire les femmes via des vidéos ou des séminaires payants. Leur idéologie est masculiniste, les femmes étant représentées comme des « proies », dont la valeur est déterminée par l'apparence, l'inexpérience sexuelle et la docilité, devant être conquises par les « mâles alpha ». Les coachs en séduction « reprennent largement les idées du mouvement incel selon lesquelles les femmes sont des créatures stupides et vénales, qui ont besoin d’être dominées ». En France, la Mission interministérielle de vigilance et de lutte contre les dérives sectaires met en garde en 2022 « contre l'essor du masculinisme » dont les stages du Mankind Project qui garantissent aux participants « l'aventure initiatique des nouveaux guerriers » afin de devenir des « hommes nouveaux ». Andrew Tate est un des représentants les plus connus de ces mouvements masculinistes. Pour Mélanie Gourarier, « ces individus là n’ont rien inventé. Ils sont le reflet d’une pensée de leur époque dont ils peuvent tirer commerce et qu’ils s’approprient. Mais le problème, ce ne sont pas les coachs sur internet. Le problème c’est une société dont les valeurs se masculinisent de plus en plus ! Ça peut être lu à travers d’autres pendants politiques comme le populisme, la montée des extrêmes-droites à l’international, une politique raciste, sexiste, homophobe... Et tout cela crée un climat qui permet à ce type de pensée de s’exprimer. On ne peut pas réduire l’approche à l’individu ».
Des influenceurs préconisent un régime carnivore, l'associant à des discours masculinistes d'anti-modernité, anti-végétarisme et antiféminisme. Des icônes du mouvement masculiniste comme Jordan Peterson et Andrew Tate le préconisent également, considérant les recommandations gouvernementales à un régime moins carné comme une « ingérence ». C'est une variante du régime paléolithique associé à l'idée que « c’était mieux avant » et d'un homme « agressif et guerrier ». Toutes les autorités sanitaires déconseillent ce régime à cause de son impact grave sur la santé à moyen et long terme.

## Dans la fiction
La série britannique Adolescence évoque le meurtre d'une jeune fille par un adolecent incel.